# Stadio ad azione

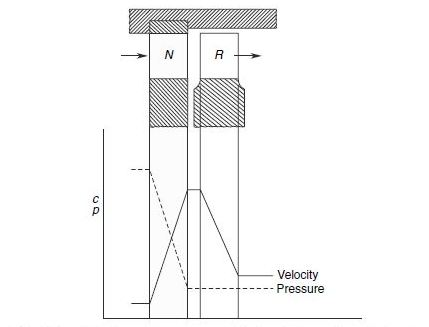
Schema di uno stadio ad azione di turbina con andamento della pressione e della velocità lungo l'asse

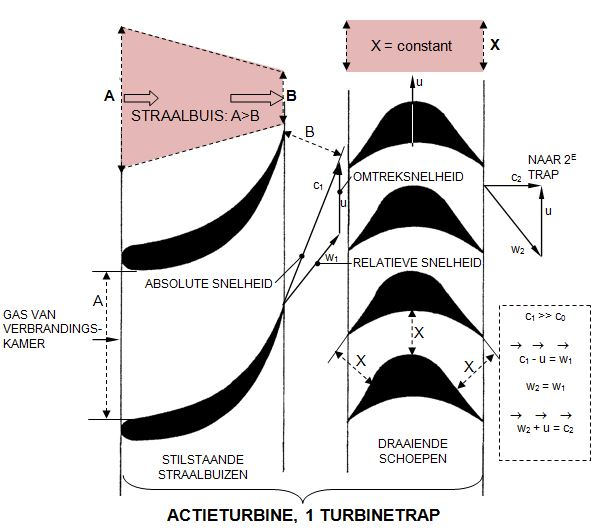
Schema di una porzione di palettatura di uno stadio ad azione, con i triangoli di velocità. Si noti la forma ad ugello della palettatura statorica, contrapposta al disegno simmetrico della palettatura rotorica, che definisce un condotto interpalare a sezione costante. La velocità relativa W_{1} è uguale in modulo alla velocità W_{2}.

Lo stadio (ovvero l'insieme di parte statorica e rotorica) di una turbina viene definito ad azione quando l'espansione del fluido (generalmente vapore allo stato saturo o surriscaldato) avviene esclusivamente nello statore e la pressione statica del fluido a monte ed a valle del rotore risulta quindi essere la stessa. Introducendo la definizione di grado di reazione R, definito come il salto di entalpia a cavallo del rotore rispetto al salto entalpico totale a cavallo dello stadio, una turbina ad azione è caratterizzata dall'avere R = 0.
In questa tipologia di turbine, il vapore attraversa inizialmente la prima parte fissa dello stadio chiamata statore, caratterizzata da una configurazione convergente-divergente, espandendosi e quindi diminuendo la propria pressione e aumentando la velocità. All'uscita dello statore il vapore investe la palettatura rotorica con velocità relativa tangente alle palette stesse nel loro bordo d'attacco. Le pale del rotore, con il loro profilo simmetrico, determinano invece dei condotti a sezione costante, attraversati quindi da vapore con velocità relativa costante e senza variazioni di pressione. La forma del canale, determinata da due pale consecutive, obbliga il vapore a deviare dalla direzione iniziale (imposta dallo statore), esercitando quindi sulle pale una spinta diretta secondo la tangente alla circonferenza periferica del rotore e producendo lavoro all'asse di rotazione. 
Trascurando le perdite per attrito nel canale, la velocità relativa del vapore in uscita dal rotore è uguale in modulo a quella in ingresso e tangente al bordo d'uscita della palettatura. La velocità assoluta di uscita è invece data dalla somma vettoriale della velocità di trascinamento e della velocità relativa e dovrebbe avere una direzione coincidente con l'asse del rotore per ottenere minime perdite allo scarico, perdite associate principalmente all'energia cinetica del vapore uscente.
Tipicamente sono ad azione i primi stadi delle turbine assiali a vapore, per il maggior salto entalpico (e quindi il maggior lavoro prodotto) smaltito da questo tipo di stadi rispetto agli stadi a reazione, vantaggio però bilanciato dal minor rendimento.